# Bessie Jones
Bessie Jones, celým jménem Mary Elizabeth Jones, (8. února 1902 – 17. července 1984) byla americká zpěvačka. Pocházela z města Dawson v Georgii, její otec byl bývalý otrok narozený v Africe. Školu Bessie Jones ukončila v deseti letech a již ve dvanácti se jí narodilo dítě (téhož roku se rovněž vdala). V roce 1959 byla objevena sběratelem Alanem Lomaxem. Roku 1961 odjela za Lomaxem do New Yorku, kde pořídila několik nahrávek své hudby. Později vystupovala například v Carnegie Hall i na Newportském folkovém festivalu. Sampl její nahrávky písně „Sometimes“ z roku 1960 byl použit v písni „Honey“ hudebníka Mobyho.